# Красная Горка (городской округ Мытищи)
Красная Горка — деревня в городском округе Мытищи Московской области России.
Население — 300 чел. (2010).

## География
Расположена на севере Московской области, в западной части Мытищинского района, на развилке Дмитровского А104 и Рогачёвского шоссе Р113, примерно в 16 км к северо-западу от центра города Мытищи и 9 км от Московской кольцевой автодороги, рядом с Клязьминским водохранилищем системы канала имени Москвы.
В деревне 25 улиц, 2 переулка и проезд, приписано 5 садоводческих товариществ. Ближайшие сельские населённые пункты — деревни Аббакумово, Капустино и посёлок Птицефабрики. Связана прямым автобусным сообщением с городами Лобней и Мытищами (маршруты № 25, 31, 36 и 42).

## История
до 1954 года — административный центр Хлебниковского сельсовета Краснополянского района.
1954—1959 гг. — административный центр Красногорского сельсовета Краснополянского района.
1959—1960 гг. — административный центр Красногорского сельсовета Химкинского района.
1960—1963, 1965—1994 гг. — административный центр Красногорского сельсовета Мытищинского района.
1963—1965 гг. — административный центр Красногорского сельсовета Мытищинского укрупнённого сельского района.
1994—2006 гг. — административный центр Красногорского сельского округа Мытищинского района.
2006—2015 гг. — деревня сельского поселения Федоскинское Мытищинского района.

## Население

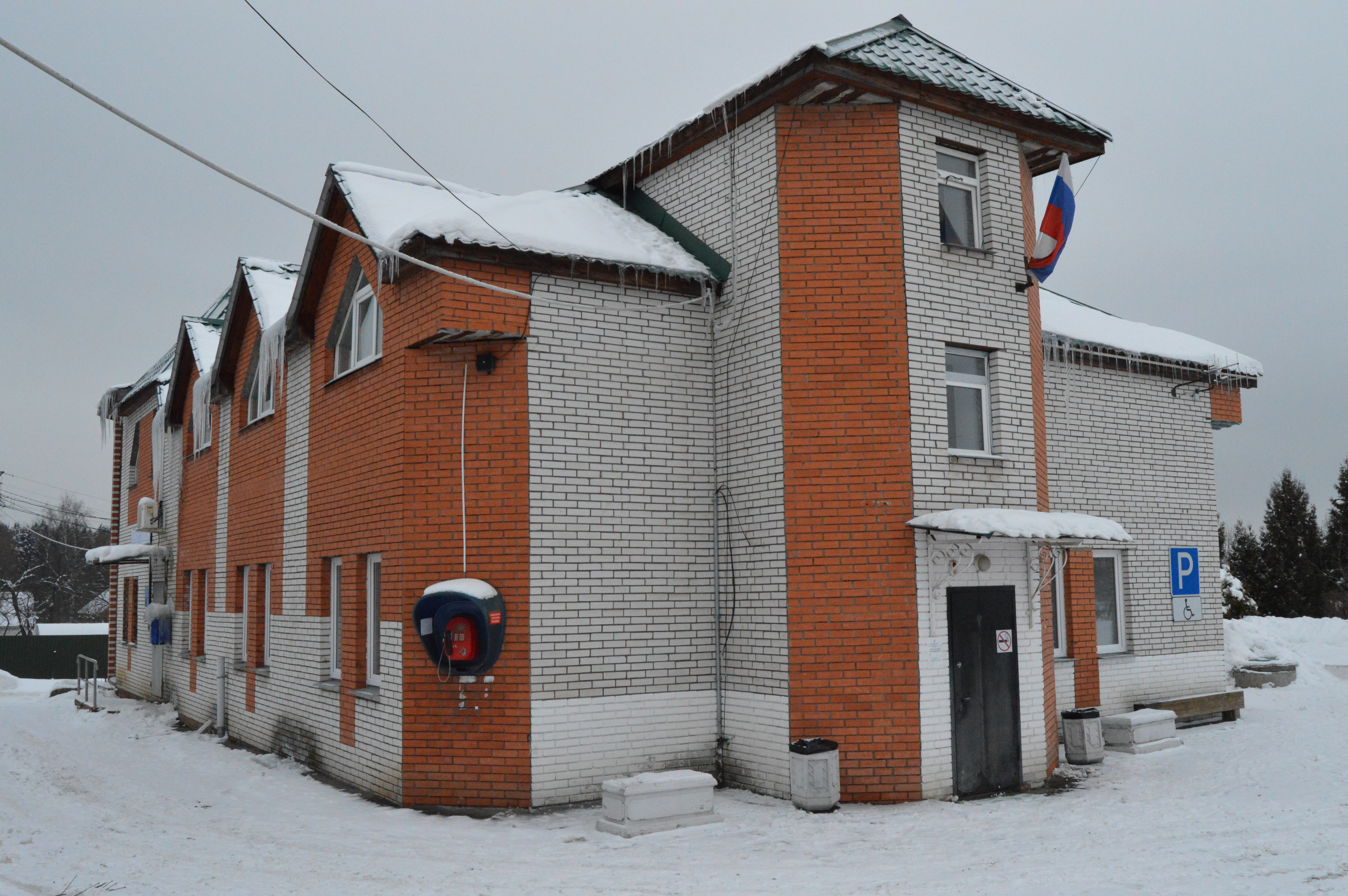
Здание почты в Красной Горке

| 2002 | 2010 |
| ---- | ---- |
| 237  | ↗300 |

## Достопримечательности
В деревне установлен памятник Герою Советского Союза М. И. Усачёву и землякам, погибшим в годы Великой Отечественной войны.